# Ikki (videogioco)
Ikki (いっき?) è un videogioco arcade sviluppato da Sunsoft e pubblicato da Namco nel 1985. Lo stesso anno venne convertito per Famicom. Del gioco esistono numerosi porting, effettuati per Microsoft Windows e PlayStation, distribuiti in compilation di videogiochi. Negli anni 2000 è stato pubblicato per telefono cellulare sotto il titolo Ikki Mobile ed è stato distribuito digitalmente tramite PlayStation Network e Virtual Console.

## Modalità di gioco
Il gioco è ambientato nel Medioevo giapponese, dove un villaggio di poveri contadini sta pianificando un'insurrezione per rovesciare il loro daimyō (feudatario). Tuttavia solo due abitanti, Gonbe (ごんべ?) e, eventualmente, Tago (田吾?), parteciperanno alla rivoluzione. I due personaggi sono controllati dai giocatori 1 e 2 rispettivamente, e dovranno affrontare un intero esercito di ninja armati di falci che possono lanciare contro di loro. Il lato destro dello schermo mostra i punti e le vite di entrambi i giocatori, e una mappa del livello. Il giocatore perde una vita se entra in contatto con un nemico o uno dei suoi proiettili.
I nemici sono ninja neri, rossi o bombardieri, e cinghiali. I ninja rossi sono più veloci, e sono difficili da colpire. Nel procedere in un livello può talvolta capitare che appaia uno yōkai, che impedirà al giocatore di lanciare le falci se viene toccato; l'effetto svanisce una volta che viene toccata una statua di Kṣitigarbha, presente in alcuni livelli ma non in tutti. Un alto nemico che appare occasionalmente è un'ancella, che se viene toccata impedirà al giocatore di muoversi per un po' di tempo; anche se può ancora attaccare lanciando falci, in queste condizioni diventa impossibile evitare gli attacchi nemici.
Il livello per essere completato richiede la raccolta di otto koban sparpagliati per il livello; questi sono segnati sulla mappa, ma non i muri, che spesso rendono difficile raggiungerli. Un altro modo per completare il livello è catturare il daikan (il feudatario), che può casualmente comparire nel livello. Il gioco comprende otto livelli (quattro nella versione Famicom, sette in quella per cellulari), dopo i quali prosegue di nuovo dal primo. Nella versione per cellulari completare tutti i livelli due volte comporta la fine del gioco.

### Oggetti
Nella versione Famicom sono stati aggiunti nuovi oggetti. La lancia di bambù permette di attaccare con la lancia, ma spesso può rivelarsi uno svantaggio, soprattutto contro i nemici che attaccano a distanza (aumenta tuttavia i punti ottenuti per ogni nemico sconfitto). Mangiare un daikon aumenterà la velocità del personaggio, e raccogliere un makimono (rotolo di carta) darà una vita extra. Raccogliere la foglia sdoppierà il personaggio e lo renderà invincibile per un po'.
Inoltre, in tutte le versioni meno che quella Famicom, appare l'oggetto senryōbako (tipica cesta giapponese). Come la lancia di bambù, è un oggetto che può facilmente ostacolare l'avanzamento nel gioco. Se raccolto questo oggetto fornisce un elevato bonus di punti, ma blocca il personaggio per diversi secondi facendogli eseguire un'animazione di una risata, che lo rende molto vulnerabile.

### Livello bonus
In ogni versione del gioco è presente un livello bonus, accessibile dopo il completamento di un livello standard se durante lo stesso si è raccolto l'oggetto "fumo" (nella versione Famicom) o un onigiri (in tutte le altre). Lo scopo del livello è prendere gli onigiri che un sennin lancia in tutte le direzioni. Il livello è completato con 10 onigiri presi.

### Segreti
La versione Famicom, a differenza delle altre, comprende solo quattro livelli, e i successivi sono solo versioni leggermente alterate di questi quattro, con una difficoltà sempre maggiore. A differenza delle altre versioni, quella Famicom non ha un limite, e se si supera il livello 99 si affronta il livello 00, dopo il quale il gioco torna al livello 01.
Sempre nella versione Famicom, alla fine di ognuno dei primi otto livelli viene mostrata una "lettera segreta". Le lettere mostrate sono in ordine E, R, A, W, T, F, O, S. Anagrammate formano la parola "SOFTWARE". Questo codice era necessario per la campagna regalo condotta da Sunsoft durante la distribuzione iniziale del gioco.
Il personaggio principale del gioco, Gonbe, fa un'apparizione in un altro titolo Sunsoft: Atlantis no Nazo, del 1986.

## Ikki Mobile
La versione portatile di Ikki fu pubblicata nel luglio 2006 col nome Ikki Mobile (いっき萌バイル?). Questa versione si compone di sette livelli, ha una grafica migliorata sia per i livelli che per i personaggi, lo yōkai non è più invincibile, e i ninja e le ancelle vengono sostituiti da kunoichi e principesse. Altra aggiunta è un secondo effetto alla lancia di bambù, per il quale deflette i proiettili dei nemici. La versione Mobile contiene inoltre quattro minigiochi esclusivi. Il primo è una slot machine, dove possono essere scommettere fino a tre monete in una sola volta. Il secondo è basato sul gioco di carte memory, e richiede 10 monete per giocare. Nel terzo il giocatore può puntare fino a 10 monete su una rana a scelta. Il quarto è il livello bonus della versione Famicom, nel quale bisogna prendere 10 onigiri.

## Accoglienza
Il saggista Jun Miura ha coniato il termine kusoge dopo aver provato la versione Famicom di Ikki.
Il gioco comunque fu un discreto successo, risultando uno dei titoli Sunsoft più venduti del tempo.